# Borzysław (powiat białogardzki)
Borzysław (ofic. do 1945 r. niem. Burzlaff) – wieś sołecka w Polsce położona w województwie zachodniopomorskim, w powiecie białogardzkim, w gminie Tychowo. W latach 1975–1998 wieś należała do woj. koszalińskiego. Według danych UM na dzień 31 grudnia 2014 roku wieś miała 173 stałych mieszkańców.
W skład sołectwa wchodzą także: Podborsko i Rozłazino.

## Geografia
Wieś leży w odległości ok. 4 km na zachód od Tychowa, przy drodze wojewódzkiej nr 169, nad rzeką Liśnicą, która we wcześniejszych latach była siłą napędową dla pobliskiego młyna wodnego.

## Historia
Wieś o metryce średniowiecznej, w dokumentach z XIII wieku miejscowość ta nosiła nazwę Burizlaf i była własnością szlacheckiej rodziny von Versen. Później lenno rodziny Bertze, która w XIV wieku podzieliła się na dwie linie, z których jedna miała swą główną siedzibę w Borzysławiu. Linia borzysławska wygasła w 1741 roku a majątek pozostał do końca II wojny światowej w rękach spadkobierców. Na terenie cmentarza we wsi znaleziono ślady osadnictwa jeszcze z czasów rzymskich 400 do 100 p.n.e. Dowodem na to było znalezienie u stóp Kamiennej Góry kamienia wiosną 1918 r. Nie mniej wieś stała się przez ten fakt sławna. Ten kamień miał być odłamkiem dużego kamienia, który diabeł miał cisnąć na budowę tychowskiego kościoła, kamień ten do dziś znajduje się na cmentarzu w Tychowie. Badania nad stałym kamieniem zostały przerwane przez drugą wojnę światową. W latach od 1937 do 1939 r. w lesie między młynem Borzysław a Modrolasem zostało założone lotnisko wraz z odpowiednimi budynkami. W pierwszych latach wojny stacjonowały tu siły powietrzne Luftwaffe, potem byli tam przetrzymywani amerykańscy i brytyjscy jeńcy wojenni. W pierwszych dniach marca 1945 r. wieś została zdobyta przez oddziały wojsk radzieckich.

## Zabudowa wsi
Zespół parkowo-pałacowy z nieistniejącym już pałacem oraz zabudowania gospodarcze z dworem zarządcy. Całość otoczona XIX-wiecznym parkiem krajobrazowym. Pow. około 2,00 ha. W parku rosną buki, świerki, dęby. Zachowała się mała oktagonalna budowla z namiotowym dachem (prawdopodobnie pawilon ogrodowy), budynki gospodarcze – spichlerz.

## Komunikacja
W miejscowości nie ma przystanku komunikacji autobusowej.